# 2015年1月ギリシャ議会総選挙
2015年1月ギリシャ議会総選挙は、ギリシャにおける立法府であるギリシャ議会（以下、議会）を構成する議員を全面改選するため、2015年1月25日に投票が行われた選挙である。

## 概要
2014年12月29日に議会が解散されたことを受けて行われた。カロロス・パプーリアス大統領の後任となるスタブロス・ディマス欧州委員への信任を求める投票が議会で行われたが、1回目投票（12月17日）での賛成票は160人、2回目投票（12月23日）は168人で、大統領選出に必要な200票を上回ることができなかった。そして12月29日に行われた3回目の投票では選出に必要な賛成票は180票に引き下げられたが、賛成票を投じたのは168人に留まった。大統領選出に失敗したことを受け、アンドニス・サマラス首相は、憲法の規定（議会が3回にわたって大統領を選出できなかった場合、議会を10日以内に解散する）に基づいて議会解散と2015年1月に総選挙を行うことを表明した。選挙の結果、反緊縮財政を掲げる最大野党である急進左派連合が第1党に躍進した。

## 基礎データ
- 選挙事由：議会解散
- 投票日：2015年1月25日
- 選挙権：18歳以上のギリシャ国民
- 総定数：300議席
- 選挙制度：非拘束名簿式比例代表制。一部は拘束名簿式。得票率第1党へのプレミア議席配分あり。
- 選挙区：県単位選挙区（大選挙区と小選挙区）と全国単位選挙区（大選挙区）
- 投票：政党名簿に対して投票するが、優先投票も可能（選挙区によって1 - 5名と幅あり）。
- 阻止条項：有効得票の3%以上

三輪和宏 (2006年12月). “諸外国の下院の選挙制度” (PDF). レファレンス.   国立国会図書館. 2013年10月21日閲覧。

## 選挙結果
選挙の結果、最大野党で反緊縮財政を掲げる急進左派連合が選挙前の議席を倍増させ149議席を獲得して第1党に躍進。サマラス首相が率いた与党の新民主主義党は76議席で第2党に後退、閣僚のほぼ半数が落選する惨敗を喫した。極右政党の「黄金の夜明け」は前回比1議席減の17議席、反汚職を掲げる新党の「ポタミ」（川）は17議席、ユーロ圏やEU（欧州連合）およびNATO（北大西洋条約機構）から脱退を訴えるギリシャ共産党は3議席増の15議席、新民主主義党と連立政権を構成していた全ギリシャ社会主義運動は20議席減の13議席、反緊縮財政を掲げる右派系の独立ギリシャ人は7議席減の13議席となった。
投票率：63.87%
| 党派                         | 得票数    | 得票率  | 議席数 | 前回比 |
| ---------------------------- | --------- | ------- | ------ | ------ |
| 急進左派連合 SYRIZA          | 2,246,064 | 36.34%  | 149    | △78    |
| 新民主主義党 ND              | 1,718,815 | 27.81%  | 76     | ▼53    |
| 黄金の夜明け XA              | 388,447   | 6.28%   | 17     | ▼1     |
| ポタミ To Potami             | 373,916   | 6.05%   | 17     | 新党   |
| ギリシャ共産党 KKE           | 338,138   | 5.47%   | 15     | △3     |
| 独立ギリシャ人 ANEL          | 293,406   | 4.75%   | 13     | ▼7     |
| 全ギリシャ社会主義運動 PASOK | 289,482   | 4.68%   | 13     | ▼20    |
| 民主社会主義運動 KIDISO      | 152,265   | 2.46%   | 0      | 新党   |
| 中道連合 EK                  | 110,827   | 1.79%   | 0      | ±0     |
| Teleia (Apostolos Gkletsos)  | 109,483   | 1.77%   | 0      | 新党   |
| 大衆正統派連合 LAOS          | 63,698    | 1.03%   | 0      | ±0     |
| その他の政党                 | 96,733    | 1.56%   | 0      |        |
| 合計                         | 6,330,786 | 100.00% | 300    |        |
|                              |           |         |        |        |
| 有効票                       | 6,330,786 | 97.64%  | -      | -      |
| 無効票                       | 114,703   | 1.81%   | -      | -      |
| 白票                         | 34,809    | 0.55%   | -      | -      |
| 投票総数                     | 6,330,786 | 63.87%  |        |        |
| 棄権                         | 3,580,709 | 36.13%  | -      | -      |
| 登録有権者数                 | 9,911,495 |         |        |        |

出典：Εθνικές Εκλογές Ιανουάριος 2015（ギリシャ内務省）2015年1月31日閲覧
注：獲得した得票が1%未満に留まった政党（12政党）については「その他の政党」とし得票を合算して掲載した。